# Kamil Mikulčík
Kamil Mikulčík (Trnava, 18 november 1977) is een Slowaaks zanger.

## Biografie
Mikulčík is vooral bekend vanwege diens deelname aan het Eurovisiesongfestival 2009 in de Russische hoofdstad Moskou. Met het nummer Leť tmou werd hij aan de zijde van Nela Pocisková uitgeschakeld in de halve finale.
1994: Martin Ďurinda & Tublatanka · 
1996: Marcel Palonder · 
1998: Katarína Hasprová · 
2009: Kamil Mikulčík & Nela Pocisková · 
2010: Kristína Peláková · 
2011: TWiiNS · 
2012: Max Jason Mai
- International Standard Name Identifier: 0000 0003 7202 7221
- MusicBrainz: d11a5c2c-b432-4b55-bc0a-a0a00c80752c
- Nationale Bibliotheek van Tsjechië: xx0082387
- Virtual International Authority File: 85844063